# Seznam britských eskortních letadlových lodí
Seznam britských eskortních letadlových lodí zahrnuje eskortní letadlové lodě, které provozovalo Britské královské námořnictvo v době druhé světové války. Jednalo se o malá a pomalá plavidla, která měla zmírnit nedostatek klasických letadlových lodí, zejména při doprovodu konvojů vážně ohrožovaných německými ponorkami v oblastech mimo dosah letadel z pozemních základen. Britské námořnictvo jich získalo celkem 45 kusů. První vznikly přestavbou civilních plavidel. Převážná většina britských eskortních letadlových lodí byla dodána z USA na základě zákona o půjčce a pronájmu. Během války byly tři ztraceny.

## Seznam
| Jméno           | Fotografie          | Třída       | Počet letadel | Osud                                                    |
| --------------- | ------------------- | ----------- | ------------- | ------------------------------------------------------- |
| Audacity        | HMS Audacity        | –           | 8             | Potopena německou ponorkou U 751 ve středním Atlantiku. |
| Activity        | HMS Activity        | –           | 36            | vyřazena                                                |
| Pretoria Castle | HMS Pretoria Castle | –           | 21            | vyřazena                                                |
| Nairana         | HMS Nairana         | Nairana     | 15–20         | vyřazena                                                |
| Vindex          | HMS Vindex          | Nairana     | 15–20         | vyřazena                                                |
| Campania        | HMS Campania        | Nairana     | 15–20         | vyřazena                                                |
| Archer          | HMS Archer          | Long Island | 16            | vyřazena                                                |
| Avenger         | HMS Avenger         | Avenger     | 15            | Potopena poblíž Gibraltaru německou ponorkou U 155.     |
| Charger         | HMS Avenger         | Avenger     | 15            | vyřazena                                                |
| Biter           | HMS Biter           | Avenger     | 15            | vyřazena                                                |
| Dasher          | HMS Dasher          | Avenger     | 15            | Zničena vnitřním výbuchem.                              |
| Attacker        | HMS Attacker        | Attacker    | 24            | vyřazena                                                |
| Battler         | HMS Battler         | Attacker    | 24            | vyřazena                                                |
| Hunter          | HMS Hunter          | Attacker    | 24            | vyřazena                                                |
| Chaser          | HMS Chaser          | Attacker    | 24            | vyřazena                                                |
| Fencer          | HMS Fencer          | Attacker    | 24            | vyřazena                                                |
| Stalker         | HMS Stalker         | Attacker    | 24            | vyřazena                                                |
| Pursuer         | HMS Pursuer         | Attacker    | 24            | vyřazena                                                |
| Striker         | HMS Striker         | Attacker    | 24            | vyřazena                                                |
| Searcher        | HMS Searcher        | Attacker    | 24            | vyřazena                                                |
| Ravager         | HMS Ravager         | Attacker    | 24            | vyřazena                                                |
| Tracker         | HMS Tracker         | Attacker    | 24            | vyřazena                                                |
| Ameer           | HMS Ameer           | Ameer       | 24            | vyřazena                                                |
| Slinger         | HMS Slinger         | Ameer       | 24            | vyřazena                                                |
| Atheling        | HMS Atheling        | Ameer       | 24            | vyřazena                                                |
| Emperor         | HMS Emperor         | Ameer       | 24            | vyřazena                                                |
| Begum           | HMS Begum           | Ameer       | 24            | vyřazena                                                |
| Trumpeter       | HMS Trumpeter       | Ameer       | 24            | vyřazena                                                |
| Empress         | HMS Empress         | Ameer       | 24            | vyřazena                                                |
| Khedive         | HMS Khedive         | Ameer       | 24            | vyřazena                                                |
| Speaker         | HMS Speaker         | Ameer       | 24            | vyřazena                                                |
| Nabob           | HMS Nabob           | Ameer       | 24            | vyřazena                                                |
| Premier         | HMS Premier         | Ameer       | 24            | vyřazena                                                |
| Shah            | HMS Shah            | Ameer       | 24            | vyřazena                                                |
| Patroller       | HMS Patroller       | Ameer       | 24            | vyřazena                                                |
| Rajah           | HMS Rajah           | Ameer       | 24            | vyřazena                                                |
| Ranee           | HMS Ranee           | Ameer       | 24            | vyřazena                                                |
| Trouncer        | HMS Trouncer        | Ameer       | 24            | vyřazena                                                |
| Thane           | HMS Thane           | Ameer       | 24            | vyřazena                                                |
| Queen           | HMS Queen           | Ameer       | 24            | vyřazena                                                |
| Ruler           | HMS Ruler           | Ameer       | 24            | vyřazena                                                |
| Arbiter         | HMS Arbiter         | Ameer       | 24            | vyřazena                                                |
| Smiter          | HMS Smiter          | Ameer       | 24            | vyřazena                                                |
| Puncher         | HMS Puncher         | Ameer       | 24            | vyřazena                                                |
| Reaper          | HMS Reaper          | Ameer       | 24            | vyřazena                                                |